# Expres (tijdschrift)
Expres, voorheen bekend als TV Ekspres en TV Expres, was een Belgisch tijdschrift.

## Geschiedenis
Het wekelijkse familieblad werd opgericht in 1969 en werd aanvankelijk uitgegeven door NV Perexma (Pers-Exploitatie-Maatschappij), dat ontstaan was uit een samenwerking tussen De Standaard en Gazet van Antwerpen. Van 14 juni 1969 tot en met 4 maart 1972 verscheen er elke week een gag van De familie Snoek.
In 1993 werd het blad verkocht aan de TUM (het latere Mediaxis), dochteronderneming van de VNU. De naam van het blad veranderde in het najaar van 1997 in TV Expres en in januari 2001 in Expres.
In november 2001 werd Expres verkocht aan uitgeverij Sparta, een dochteronderneming van De Persgroep en de uitgever van onder meer Dag Allemaal, Blik en Joepie. Terugvallende verkoopcijfers dwongen Mediaxis ertoe Expres te verkopen. Vrij onmiddellijk werd echter door De Persgroep beslist het magazine op te heffen en de lezers naar haar hoofdblad Dag Allemaal te verwijzen. Het magazine bleef formeel bestaan, maar met gelijke inhoud aan Dag Allemaal.

## Suske en Wiske
Van 31 maart 1972 tot en met 3 december 2001 publiceerde het blad nieuwe avonturen van Suske en Wiske, die niet in de krant De Standaard verschenen. De verhalen werden na publicatie uitgegeven in de rode reeks. Het eerste verhaal was een hertekening van het oude verhaal Lambiorix. Daarna verschenen er nieuwe verhalen, te beginnen met De bevende Baobab. Het laatste complete verhaal was De europummel.
Hierna werd nog begonnen met het nieuwe verhaal De kunstkraker, maar de publicatie werd na drie weken gestaakt vanwege het einde van het tijdschrift.

## Redactie
| Tijdspanne  | Hoofdredacteur |
| ----------- | -------------- |
| ...         |                |
| 1995 - 1997 | Lex Moolenaar  |
| ...         |                |